# Schizomus kharagpurensis
Schizomus kharagpurensis är en spindeldjursart som beskrevs av Gravely 1912. Schizomus kharagpurensis ingår i släktet Schizomus och familjen Hubbardiidae. Inga underarter finns listade i Catalogue of Life.